# 大同街道 (厦门市)
大同街道是中国福建省厦门市同安区下辖的一个街道。

## 行政区划
大同街道共辖9个社区和9个行政村，分别是：
同新社区、西安社区、三秀社区、后炉社区、溪边社区、城西社区、凤山社区、北门社区、西池社区、田洋村、古庄村、朝元村、东山村、顶溪头村、碧岳村、东宅村、下溪头村、康浔村。